# Лента Нага
Лента Нага (лат. Catocala nagioides) — ночная бабочка из семейства Erebidae. Эндемик Дальнего Востока.

## Описание
Размах крыльев 48-53 мм. Передние крылья с характерным для совок рисунком из пятен и поперечных перевязей.
Добавочное пятно слабо выделяется на коричневатом фоне крыла. Внутренняя перевязь без крупных зубцов. Задние крылья темно-коричневые, почти чёрного цвета. У середины костального края с крупными белыми пятнами и по 1-2 небольших белых пятнышка сзади от него. Край заднего края у вершины без белого пятна, с узкой короткой белой полоской.

## Ареал
Южное Приморье, Китай, Корея, Япония (Хоккайдо, Хонсю и Кюсю)

## Время лёта
Бабочки летают с середины июля до сентября.

## Местообитания
в зоне широколиственных лесов. Встречается на территориях распространения дуба зубчатого лишь локально.

## Размножение
Гусеницы встречаются в первой половине лета. Кормовое растение — дуб зубчатый. По-видимому, зимует на стадии яйца.

## Численность
Численность повсеместно в местах обитания невелика и имеет тенденцию к сокращению. Лимитируется естественными факторами.

## Замечания по охране
Занесен в Красную Книгу России (2 категория — сокращающийся в численности вид). Охраняется в заповедниках Кедровая падь, Дальневосточном морском и Лазовском.